# Ленджская волость
Ле́нджская во́лость (латыш. Lendžu pagasts) — одна из двадцати пяти территориальных единиц Резекненского края Латвии. Находится в северо-восточной части края. Граничит с Берзгальской, Гришканской и Веремской волостями своего края, Звиргзденской волостью Циблского края и Цирмской волостью Лудзенского края.
Крупнейшими населёнными пунктами волости являются сёла: Ленджи (волостной центр), Козубержи, Саркани, Бижи, Цеплиши.
В Саркани находится Сарканская католическая церковь.
По территории волости протекают реки: Лейдацейте, Ундупите. Из крупных озёр — Вираудас, Солошу, Седзерис.

## История
В 1945 году в Берзгальской волости Резекненского уезда был создан Ленджский сельский совет. После отмены в 1949 году волостного деления Ленджский сельсовет входил в состав Резекненского района.
В 1954 году к Ленджскому сельсовету была присоединена территория ликвидированного колхоза «Друва» Бешаукского сельсовета. В 1963 году — часть территории колхоза «Блазма» Гришканского сельсовета. В 1971 году — часть территории совхоза «Резекне» Веремского сельсовета. В 1979 году часть территории Ленджского сельсовета была передана Цирмскому сельсовету. В 1981 году — Веремскому сельсовету. В том же году к Ленджскому сельсовету была присоединена часть территории Гришканского сельсовета.
В 1990 году Ленджский сельсовет был реорганизован в волость. В 2009 году, по окончании латвийской административно-территориальной реформы, Ленджская волость вошла в состав Резекненского края.